# Patrimoni dell'umanità di Cuba
I patrimoni dell'umanità di Cuba sono i siti dichiarati dall'UNESCO come patrimonio dell'umanità a Cuba, che è divenuta parte contraente della Convenzione sul patrimonio dell'umanità il 24 marzo 1981.
Al 2022 i siti iscritti nella Lista dei patrimoni dell'umanità sono nove, mentre tre sono le candidature per nuove iscrizioni. Il primo sito iscritto nella lista è stato nel 1982 L'Avana vecchia e suo sistema di fortificazioni, durante la sesta sessione del comitato del patrimonio mondiale. Gli altri siti furono aggiunti nel 1988, 1997, 1999 (due), 2000, 2001, 2005 e 2008. Sette siti sono considerati culturali, secondo i criteri di selezione, e due naturali.

## Siti del Patrimonio mondiale
| Foto | Sito                                                                        | Luogo                                                  | Tipo                      | Anno | Descrizione |
| ---- | --------------------------------------------------------------------------- | ------------------------------------------------------ | ------------------------- | ---- | --- |
|      | L'Avana vecchia e suo sistema di fortificazioni                             | L'Avana                                                | Culturale (204; iv, v)    | 1982 | L'Avana è stata fondata nel 1519 dagli spagnoli. Nel XVII secolo era diventato uno dei principali centri di costruzione navale dei Caraibi. Nonostante sia oggi una metropoli tentacolare di 2 milioni di abitanti, il suo centro storico conserva un interessante mix di monumenti barocchi e neoclassici, e un insieme omogeneo di case private con portici, balconi, cancelli in ferro battuto e cortili interni. |
|      | Trinidad e la Valle de los Ingenios                                         | Trinidad                                               | Culturale (460; iv, v)    | 1988 | Fondata all'inizio del XVI secolo in onore della Santissima Trinità, la città fu una testa di ponte per la conquista del continente americano. I suoi edifici del XVIII e XIX secolo, come il Palacio Brunet e il Palacio Cantero, furono costruiti nei suoi giorni di prosperità grazie al commercio dello zucchero. |
|      | Castello di San Pedro de la Roca, Santiago di Cuba                          | Santiago di Cuba                                       | Culturale (841; iv, v)    | 1997 | Le rivalità commerciali e politiche nella regione caraibica nel XVII secolo portarono alla costruzione di questa massiccia serie di fortificazioni su un promontorio roccioso, costruite per proteggere l'importante porto di Santiago. Questo intricato complesso di forti, magazzini, bastioni e batterie è l'esempio più completo e meglio conservato di architettura militare ispano-americana, basato sui principi di progettazione italiani e rinascimentali. |
|      | Valle di Viñales                                                            | Viñales                                                | Culturale (840; iv)       | 1999 | La valle di Viñales è circondata da montagne e il suo paesaggio è intervallato da spettacolari affioramenti rocciosi. Le tecniche tradizionali sono ancora in uso per la produzione agricola, in particolare del tabacco. La qualità di questo paesaggio culturale è esaltata dall'architettura vernacolare delle sue fattorie e villaggi, dove sopravvive una ricca società multietnica, che illustra lo sviluppo culturale delle isole dei Caraibi e di Cuba. |
|      | Parco nazionale sbarco del Granma                                           | Niquero, Pilón                                         | Naturale (889; vii, viii) | 1999 | Il Parco nazionale Desembarco del Granma, con i suoi terrazzi marini rialzati e lo sviluppo in corso associato della topografia e delle caratteristiche carsiche, rappresenta un esempio significativo a livello globale delle caratteristiche geomorfologiche e fisiografiche e dei processi geologici. L'area, che si trova dentro e intorno a Capo Cruz, nel sud-est di Cuba, comprende spettacolari terrazze e scogliere, nonché alcune delle falesie costiere più incontaminate e impressionanti che si affacciano sull'Atlantico occidentale. |
|      | Paesaggio archeologico delle prime piantagioni di caffè nel sud-est di Cuba | Provincia di Guantánamo, Provincia di Santiago di Cuba | Culturale (1008; iii, iv) | 2000 | I resti delle piantagioni di caffè del XIX secolo ai piedi della Sierra Maestra sono una testimonianza unica di un'agricoltura pioniera in un terreno difficile. Gettano una luce considerevole sulla storia economica, sociale e tecnologica della regione caraibica e latinoamericana. |
|      | Parco nazionale Alejandro de Humboldt                                       | Baracoa, Moa, Sagua de Tánamo, Yateras                 | Naturale (839; ix, x)     | 2001 | La complessa geologia e la variegata topografia hanno dato origine a una diversità di ecosistemi e specie senza eguali nei Caraibi insulari e hanno creato uno dei siti di isole tropicali biologicamente più diversi sulla terra. Molte delle rocce sottostanti sono tossiche per le piante, quindi le specie hanno dovuto adattarsi per sopravvivere in queste condizioni ostili. Questo processo di evoluzione unico ha portato allo sviluppo di molte nuove specie e il parco è uno dei siti più importanti dell'emisfero occidentale per la conservazione della flora endemica. Anche l'endemismo di vertebrati e invertebrati è molto elevato. |
|      | Centro storico urbano di Cienfuegos                                         | Cienfuegos                                             | Culturale (1202; ii, iv)  | 2005 | La città coloniale di Cienfuegos fu fondata nel 1819 in territorio spagnolo, ma fu inizialmente colonizzata da immigrati di origine francese. Divenne un luogo di scambio di canna da zucchero, tabacco e caffè. Situata sulla costa caraibica del centro-sud di Cuba, nel cuore della zona di produzione di canna da zucchero, mango, tabacco e caffè, la città si sviluppò inizialmente in stile neoclassico. In seguito divenne più eclettica ma mantenne un paesaggio urbano armonioso. Tra gli edifici di particolare interesse si segnalano il Palazzo del Governo (Municipio), il Collegio di San Lorenzo, il Vescovado, il Palazzo Ferrer, l'antico Liceo e alcune abitazioni residenziali. Cienfuegos è il primo e straordinario esempio di complesso architettonico che rappresenta le nuove idee di modernità, igiene e ordine nell'urbanistica sviluppate in America Latina a partire dal XIX secolo. |
|      | Centro storico di Camagüey                                                  | Camagüey                                               | Culturale (1270; iv, v)   | 2008 | Uno dei primi sette villaggi fondati dagli spagnoli a Cuba, Camagüey svolse un ruolo di primo piano come centro urbano di un territorio interno dedito all'allevamento del bestiame e all'industria dello zucchero. Stabilitosi nell'attuale sede nel 1528, il paese si sviluppò sulla base di un impianto urbanistico irregolare che racchiude un sistema di piazze grandi e minori, strade tortuose, vicoli e isolati urbani irregolari, del tutto eccezionali per i centri coloniali latinoamericani situati in territori di pianura. Con i suoi 54 ettari, questo centro storico costituisce un eccezionale esempio di insediamento urbano tradizionale relativamente isolato dalle principali rotte commerciali. I colonizzatori spagnoli seguirono le influenze europee medievali in termini di reticolo urbano e tecniche di costruzione tradizionali portate nelle Americhe dai loro maestri edili. Il sito riflette l'influenza di numerosi stili attraverso i secoli: neoclassico, eclettico, Art Déco, neocoloniale così come alcuni elementi Art Nouveau e razionalisti. |

## Siti candidati
| Foto | Sito                                                | Luogo                                                                                                | Tipo                                | Anno       | Descrizione |
| ---- | --------------------------------------------------- | --- | ----------------------------------- | ---------- | --- |
|      | Scuole nazionali d'arte, Cubanacán                  | Playa                                                                                                | Culturale (1798; i, ii, iii, iv, v) | 28/02/2003 | L'insieme degli edifici delle Scuole Nazionali d'Arte, creato nel 1962, costituisce uno degli esempi più notevoli dell'architettura cubana contemporanea, con un valore artistico riconosciuto, che riunisce i valori testimoniali derivanti dal momento storico in cui è stato costruito per servire come la scuola di formazione per artisti. Alcuni dei laureati fanno parte della storia dell'arte cubana contemporanea. Gli architetti che realizzarono il progetto presero la decisione di costruire gli edifici basandosi su due elementi costruttivi essenziali: i mattoni e le cupole catalane, data la scarsità di cemento e calcestruzzo in quel momento. |
|      | Parco nazionale della Ciénaga de Zapata             | Ciénaga de Zapata                                                                                    | Naturale (1801; vii, ix, x)         | 28/02/2003 | Il Parco nazionale della Ciénaga de Zapata è il nucleo principale della riserva della biosfera e dell'omonimo sito di Ramsar. Le caratteristiche naturali e socio-economiche di questo territorio ne fanno un'area prioritaria per la fragilità ecologica dei suoi ecosistemi, i suoi valori per la conservazione della biodiversità e delle altre risorse naturali. Si tratta di un vasto ecosistema costituito da foreste di mangrovie, praterie di alghe, barriere coralline e scogliere profonde, tra cui il Golfo di Cazones, un profondo canyon sottomarino che è il principale sito di reperimento di importanti specie commerciali come Sparidae e cernie. Lo stato di conservazione delle barriere coralline nell'area è davvero notevole. Comprende un importante sistema di correnti simili a vortici. |
|      | Sistema delle barriere coralline nei Caraibi cubani | Isola della Gioventù, Provincia di Camagüey, Provincia di Ciego de Ávila, Provincia di Pinar del Río | Naturale (1802; vii, x)             | 28/02/2003 | Il sito proposto è un gruppo di diverse aree marino-costiere ecologicamente associate situate nel sud di Cuba e principalmente collegate a due arcipelaghi conosciuti come Canarreos e Jardines de la Reina. Questo sistema di 800 km comprende le nove principali aree marine di Cuba e le più importanti dei Caraibi insulari per estensione, valore naturale e stato di conservazione. Da ovest a est queste aree sono: Parco nazionale Jardines de la Reina, Rifugio faunistico del Banco de Jagua, Riserva ecologica Este de Cayo Largo, Parco nazionale dei cayos Avalos, Cantiles e Rosario, Riserva ecologica di Punta del Este, Parco nazionale di Punta Francés, Parco nazionale San Felipe - Los Indios, Parco nazionale di Guanahacabibes ed Elemento naturale eccezionale del Banco de Knoll.        |